# Traudl Weber
Traudl Weber (...) è una sciatrice alpina tedesca paralimpica che ha rappresentato la Germania Ovest nello sci alpino alle Paralimpiadi invernali del 1976, vincendo tre medaglie d'argento.

## Carriera
Ha vinto la medaglia d'argento nella gara di supercombinata alpina femminile III (realizzando un tempo di 4:57.35), in quella dello slalom gigante III (in 2:56.20) e nello slalom speciale III (in 2:57.36). In ciascuno di questi eventi, Eva Lemezova, rappresentante della Cecoslovacchia, ha vinto la medaglia d'oro. Inoltre, non è stata assegnata alcuna medaglia di bronzo in nessuno di questi eventi.

## Palmarès

### Paralimpiadi
- 3 medaglie:
  - 3 argenti (supercombinata, slalom gigante e slalom speciale III a Örnsköldsvik 1976)